# Tercera Federación (Grupo XIII)
El Grupo XIII de la Tercera Federación española de fútbol es el grupo de Murcia, el quinto nivel del sistema de competición de la liga en Murcia.
El Grupo XIII es el heredero de su homónimo desde 2021 del Grupo XIII de Tercera División, que se creó en el año 1980.

## Sistema de competición
El Grupo XIII de Tercera División RFEF suele estar integrado por 18 clubes.
El sistema de competición es el mismo que en el resto de categorías de la Liga. Se disputa anualmente, empezando a finales del mes de agosto o principios de septiembre, y concluye en el mes de mayo o junio del siguiente año.
Los equipos del grupo se enfrentan todos contra todos en dos ocasiones, una en campo propio y otra en campo contrario. El orden de los encuentros se decide por sorteo antes de empezar la competición. El ganador de un partido obtiene tres puntos, el perdedor no suma ninguno y, en caso de un empate, se reparte un punto para cada equipo.
Al término de la temporada, el primer clasificado (excluyendo a los equipos filiales) se clasifica para disputar la siguiente edición de la Copa del Rey.

### Ascenso a Segunda División RFEF
Una vez finalizada la temporada regular, el primer clasificado se proclama campeón y asciende directamente a Segunda División RFEF, mientras que los clasificados entre el segundo y el quinto lugar disputan un playoff territorial para decidir una plaza que da acceso a la Promoción de ascenso a Segunda División RFEF. Esta promoción consta de una ronda de eliminación directa en la que el vencedor asciende de categoría.

### Descenso a Preferente Autónomica
Al término de la temporada los tres últimos clasificados descienden directamente a Preferente. Existe la posibilidad de que desciendan además tantos equipos a Preferente, como equipos de la provincia de Murcia que desciendan de la Segunda División RFEF a Tercera División RFEF. También puede ocurrir que algunos de los equipos del grupo clasificados para el playoff logre el ascenso a la Segunda División RFEF, en cuyo caso ascenderían a Tercera División RFEF tantos conjuntos de Preferente como clubes hayan logrado el ascenso a Segunda División RFEF.

### Equipos filiales
Los equipos filiales pueden participar en Tercera División RFEF si sus primeros equipos compiten en una categoría superior de la Liga —Primera División, Segunda División, Primera División RFEF o Segunda División RFEF—. Los filiales y sus respectivos primeros equipos no pueden competir en la misma categoría; por ello, si un equipo desciende a Segunda División RFEF y su filial queda primero o gana los playoff de ascenso a esta categoría, deberá quedarse obligatoriamente en Tercera División RFEF. Del mismo modo, un filial que se haya clasificado para la fase de ascenso a Segunda División RFEF no puede disputarla si el primer equipo milita en dicha categoría. En este caso, lo sustituye el sexto clasificado. Esto no será así si el primer equipo milita en Segunda División RFEF, pero se clasifica para la fase de ascenso a Primera División RFEF.

## Equipos participantes
La Tercera Federación 2021-22 fue disputada por los siguientes equipos:

La Tercera Federación 2022-23 fue disputada por los siguientes equipos:

La Tercera Federación 2023-24 fue disputada por los siguientes equipos:
La Tercera Federación 2024-25 fue disputada por los siguientes equipos:
La Tercera Federación 2025-26 es disputada por los siguientes equipos:

## Participación de equipos de otras provincias
Al igual que ocurría en la Tercera División existen equipos de otras provincias que disputan sus partidos en la territorial de la Región de Murcia; en este caso de la Almería. 

### Equipos de la provincia de Almería
El caso del Huércal-Overa C.F. es conocido, en su fundación estableció su sede en Puerto Lumbreras y desde entonces compite en la Región de Murcia. En 2009 debutó en Primera Territorial y logrando ascenso por año debutó en Tercera División en 2012.

## Clasificación histórica
Actualizado=2 de julio de 2025
| Pos | Ban                            | Equipo                     | Temp | Ptos | PJ  | PG | PE | PP | GF  | GC  | DG   | Cam | Sub | Pro | Asc |
| --- | ------------------------------ | -------------------------- | ---- | ---- | --- | -- | -- | -- | --- | --- | ---- | --- | --- | --- | --- |
| 1   | Bandera de la Región de Murcia | C. F. Lorca Deportiva      | 4    | 248  | 132 | 73 | 31 | 28 | 232 | 122 | 110  | 1   | 1   | 1   | 1   |
| 2   | Bandera de la Región de Murcia | Real Murcia Imperial C. F. | 5    | 212  | 132 | 60 | 32 | 40 | 199 | 142 | 57   | 0   | 1   | 1   | 0   |
| 3   | Bandera de la Región de Murcia | UCAM Murcia C. F. "B"      | 5    | 208  | 132 | 60 | 28 | 44 | 171 | 130 | 41   | 0   | 0   | 1   | 0   |
| 4   | Bandera de la Región de Murcia | U. D. Caravaca             | 5    | '188 | 132 | 51 | 35 | 46 | 172 | 156 | 16   | 0   | 0   | 1   | 0   |
| 5   | Bandera de la Región de Murcia | C. D. Cieza                | 4    | 178  | 98  | 50 | 28 | 20 | 160 | 89  | 71   | 0   | 1   | 2   | 0   |
| 6   | Bandera de la Región de Murcia | Unión Molinense C. F.      | 4    | 176  | 98  | 50 | 26 | 22 | 158 | 89  | 69   | 0   | 0   | 1   | 0   |
| 7   | Bandera de la Región de Murcia | El Palmar C. F.            | 5    | 162  | 132 | 42 | 36 | 54 | 166 | 192 | -26  | 0   | 0   | 0   | 0   |
| 8   | Bandera de Andalucía           | Atlético Pulpileño         | 4    | 158  | 98  | 42 | 32 | 24 | 119 | 79  | 40   | 0   | 0   | 2   | 0   |
| 9   | Bandera de la Región de Murcia | Racing Murcia F. C.        | 3    | 150  | 98  | 42 | 24 | 32 | 126 | 108 | 18   | 0   | 0   | 2   | 0   |
| 10  | Bandera de la Región de Murcia | Deportiva Minera           | 3    | 150  | 98  | 43 | 21 | 34 | 126 | 117 | 9    | 1   | 0   | 0   | 1   |
| 11  | Bandera de la Región de Murcia | C. D. Bullense             | 4    | 129  | 132 | 35 | 24 | 73 | 139 | 239 | -100 | 0   | 0   | 0   | 0   |
| 12  | Bandera de la Región de Murcia | C. A. P. Ciudad de Murcia  | 3    | 112  | 98  | 29 | 25 | 44 | 101 | 119 | -18  | 0   | 0   | 0   | 0   |
| 13  | Bandera de la Región de Murcia | F. C. La Unión Atlético    | 2    | 110  | 64  | 31 | 17 | 16 | 83  | 54  | 29   | 0   | 0   | 2   | 1   |
| 14  | Bandera de la Región de Murcia | Muleño C. F.               | 4    | 101  | 98  | 26 | 23 | 49 | 99  | 154 | -55  | 0   | 0   | 0   | 0   |
| 15  | Bandera de la Región de Murcia | F. C Cartagena "B"         | 3    | 96   | 68  | 26 | 18 | 24 | 88  | 75  | 13   | 0   | 1   | 1   | 1   |
| 16  | Bandera de la Región de Murcia | Alcantarilla F. C.         | 3    | 89   | 98  | 22 | 23 | 53 | 81  | 168 | -87  | 0   | 0   | 0   | 0   |
| 17  | Bandera de la Región de Murcia | C. D. Bala Azul            | 3    | 84   | 68  | 20 | 24 | 24 | 64  | 72  | -8   | 0   | 0   | 0   | 0   |
| 18  | Bandera de la Región de Murcia | Yeclano Deportivo          | 1    | 80   | 34  | 24 | 8  | 2  | 71  | 21  | 50   | 1   | 0   | 0   | 1   |
| 19  | Bandera de la Región de Murcia | Águilas F. C.              | 1    | 69   | 30  | 21 | 6  | 3  | 55  | 15  | 29   | 1   | 0   | 0   | 1   |
| 20  | Bandera de la Región de Murcia | Águilas F. C. "B"          | 2    | 62   | 34  | 18 | 8  | 8  | 52  | 23  | 29   | 0   | 0   | 0   | 0   |
| 21  | Bandera de la Región de Murcia | C.F. Santomera             | 2    | 62   | 34  | 18 | 8  | 8  | 66  | 42  | 62   | 0   | 0   | 1   | 0   |
| 22  | Bandera de la Región de Murcia | C. D. Plus Ultra           | 2    | 47   | 68  | 14 | 5  | 49 | 66  | 148 | -82  | 0   | 0   | 0   | 0   |
| 23  | Bandera de la Región de Murcia | Archena Sport F. C.        | 1    | 43   | 34  | 12 | 7  | 15 | 48  | 49  | -1   | 0   | 0   | 0   | 0   |
| 24  | Bandera de la Región de Murcia | Cartagena F. C.            | 1    | 38   | 34  | 10 | 8  | 16 | 35  | 49  | -14  | 0   | 0   | 0   | 0   |
| 25  | Bandera de la Región de Murcia | Mazarrón F. C.             | 2    | 37   | 34  | 10 | 7  | 17 | 33  | 48  | -15  | 0   | 0   | 0   | 0   |
| 26  | Bandera de la Región de Murcia | Deportivo Marítimo         | 2    | 37   | 34  | 10 | 7  | 17 | 38  | 57  | -19  | 0   | 0   | 0   | 0   |
| 27  | Bandera de la Región de Murcia | Balsicas Atlético          | 1    | 36   | 34  | 9  | 9  | 16 | 35  | 53  | -18  | 0   | 0   | 0   | 0   |
| 28  | Bandera de la Región de Murcia | S. F. C. Minerva           | 2    | 34   | 34  | 8  | 10 | 16 | 33  | 45  | -12  | 0   | 0   | 0   | 0   |
| 29  | Bandera de la Región de Murcia | C. D. Algar                | 1    | 29   | 34  | 7  | 8  | 19 | 31  | 65  | -34  | 0   | 0   | 0   | 0   |
| 30  | Bandera de Andalucía           | Huércal-Overa C. F.        | 1    | 25   | 34  | 5  | 10 | 19 | 26  | 54  | -28  | 0   | 0   | 0   | 0   |
| 31  | Bandera de la Región de Murcia | Montecasillas F. C.        | 1    | 23   | 34  | 7  | 2  | 25 | 31  | 90  | -59  | 0   | 0   | 0   | 0   |
| 32  | Bandera de la Región de Murcia | U. D. Los Garres           | 1    | 20   | 34  | 4  | 8  | 22 | 23  | 66  | -43  | 0   | 0   | 0   | 0   |
| 33  | Bandera de la Región de Murcia | Atlético Santa Cruz        | 1    | 0    | 0   | 0  | 0  | 0  | 0   | 0   | 0    | 0   | 0   | 0   | 0   |
| 34  | Bandera de la Región de Murcia | Olímpico de Totana         | 1    | 0    | 0   | 0  | 0  | 0  | 0   | 0   | 0    | 0   | 0   | 0   | 0   |
| 35  | Bandera de la Región de Murcia | Yeclano Deportivo "B"      | 1    | 0    | 0   | 0  | 0  | 0  | 0   | 0   | 0    | 0   | 0   | 0   | 0   |

## Palmarés
Nota: indicados en negrita los clubes que continúan en activo así como las temporadas en las que también consiguió el ascenso a Tercera División.
| Club                  | Títulos | Años    |
| --------------------- | ------- | ------- |
| Yeclano Deportivo     | 1       | 2021-22 |
| Águilas F. C.         | 1       | 2022-23 |
| Deportiva Minera      | 1       | 2023-24 |
| C. F. Lorca Deportiva | 1       | 2024-25 |

### Por temporada
| Temporada | Campeón               | Subcampeón                 | Tercero                 | Cuarto                | Quinto                  |
| --------- | --------------------- | -------------------------- | ----------------------- | --------------------- | ----------------------- |
| 2021-22   | Yeclano Deportivo     | F. C Cartagena "B"         | Racing Murcia F. C.     | UCAM Murcia C. F. "B" | F. C. La Unión Atlético |
| 2022-23   | Águilas F. C.         | C. F. Lorca Deportiva      | F. C. La Unión Atlético | Racing Murcia F. C.   | Atlético Pulpileño      |
| 2023-24   | Deportiva Minera      | Real Murcia Imperial C. F. | C. D. Cieza             | UCAM Murcia C. F. "B" | U. D. Caravaca          |
| 2024-254  | C. F. Lorca Deportiva | C. D. Cieza                | Unión Molinense C. F.   | Águilas F. C. "B"     | C.F. Santomera          |